# Morne à Craie
Morne à Craie es una de las principales elevaciones de la isla de Terre-de-Haut, en el archipiélago de Les Saintes, un brazo administrativo del departamento de Guadalupe, en las Antillas francesas. Situada en el centro de la isla, entre la cala de Anse Figuier y la de anse Rodrigue, se eleva a una altitud de 148 metros.
El lado sur de Morne à Craie se clasifica como área natural de interés ecológico, de flora y fauna , y fue adquirida en 2003 por el Conservatorio del Litoral, junto a la playa de Anse Figuier.